# La Granjuela
La Granjuela is een gemeente in de Spaanse provincie Córdoba in de regio Andalusië met een oppervlakte van 56 km². In 2001 telde La Granjuela 510 inwoners.

## Demografische ontwikkeling
Bron: INE, 1857-2011: volkstellingen